# 岡部孝信
岡部 孝信（おかべ たかのぶ、1970年10月26日 - ）は、日本の元スキージャンプ選手で、現在は指導者である。駒大岩見沢高校から北海道拓殖銀行を経て、雪印メグミルクスキー部に所属する。
北海道上川郡下川町出身、下川町町民栄誉賞受賞者。
1995年サンダーベイ世界選手権個人ノーマルヒル、1998年長野オリンピック団体の両金メダリスト。

## 略歴
高校時代は後輩の東輝や葛西紀明の陰に隠れる存在で、北海道拓殖銀行入社後の1993年に日本代表入り。
翌年のリレハンメルオリンピックではラージヒル団体で銀メダルを獲得。団体ではドイツのイェンス・バイスフロクに次いで全選手で二番目の合計得点を記録した。
翌1995年には世界選手権サンダーベイ大会でノーマルヒルチャンピオンとなる。
1998年長野オリンピックラージヒル団体では、1回目では強い横風の中でK点を越え、2回目ではバッケンレコード（ジャンプ台記録）となる137メートルの飛躍を見せ、日本の金メダル獲得に貢献した。前回同様、団体ではオーストリアのアンドレアス・ビドヘルツルに次いで全選手で二番目の合計得点を挙げた。
その後はジャンプ競技のレギュレーション変更で苦戦し、一時は日本代表落ちしたが、同じく低身長のアダム・マリシュのジャンプを参考にするなどして、以後は第一線の選手として活躍する。
2009年3月10日にはスキージャンプ・ワールドカップクオピオ大会で11シーズンぶりに優勝（通算5勝目）し、葛西紀明の31歳7ヶ月の記録を大幅に更新する38歳4ヶ月と15日という史上最年長優勝記録を打ち立てた。また、世界選手権のジャンプ団体では、2007年大会・2009年大会と日本の表彰台獲得に貢献し、日本ジャンプ陣を長年にわたって支え続けた。
2010年バンクーバーオリンピックでは日本選手団主将に就任するも、当年は前年とは打って変わってスランプに陥り、ノーマルヒル、ラージヒル、団体の3種目とも出場はならなかった。
2013/14シーズン、国内開幕戦の名寄ピヤシリジャンプ大会で優勝し、4シーズンぶりに海外W杯遠征メンバーに選出されるも、そこでは結果を残すことはできず、2014年ソチオリンピックの日本代表には選出されなかった。2014年3月、今シーズン限りでの引退を表明、同年4月より雪印メグミルクのコーチに就任した。2019/20シーズン現在、男子ナショナルチームのコーチを務める

2021年4月、雪印メグミルクスキー部監督に就任する。2023年4月には同部総監督に就任する。

## 主な競技成績

### 冬季オリンピック
- 1994年リレハンメルオリンピック（ ノルウェー）
  - 個人ノーマルヒル 9位
  - 個人ラージヒル 4位
  - 団体ラージヒル 2位（西方仁也、岡部孝信、葛西紀明、原田雅彦）
- 1998年長野オリンピック（ 日本）
  - 個人ラージヒル 6位
  - 団体ラージヒル 優勝（岡部孝信、斉藤浩哉、原田雅彦、船木和喜）
- 2006年トリノオリンピック（ イタリア）
  - 個人ノーマルヒル 23位
  - 個人ラージヒル 8位
  - 団体ラージヒル 6位（伊東大貴、一戸剛、葛西紀明、岡部孝信）
- 2010年バンクーバーオリンピック（ カナダ）
  - 代表に選出されたが競技出場は無し。

### 世界選手権
- 1993年ファルン大会（ スウェーデン）
  - 個人ノーマルヒル14位
  - 個人ラージヒル12位
  - 団体ラージヒル5位（須田健仁、岡部孝信、葛西紀明、原田雅彦）
- 1995年サンダーベイ大会（ カナダ）
  - 個人ノーマルヒル 優勝
  - 個人ラージヒル 15位
  - 団体ラージヒル 3位（安崎直幹、岡部孝信、西方仁也、斉藤浩哉）
- 1997年トロンハイム大会（ ノルウェー）
  - 個人ノーマルヒル 12位
  - 個人ラージヒル 12位
  - 団体ラージヒル 2位（船木和喜、岡部孝信、原田雅彦、斉藤浩哉）
- 2001年ラハティ大会（ フィンランド）
  - 団体ノーマルヒル 4位（宮平秀治、岡部孝信、原田雅彦、葛西紀明）
- 2005年オーベルストドルフ大会（ ドイツ）
  - 個人ノーマルヒル 37位
  - 個人ラージヒル 28位
  - 団体ノーマルヒル 9位（岡部孝信、伊東大貴、東輝、葛西紀明）
  - 団体ラージヒル 10位（岡部孝信、宮平秀治、東輝、葛西紀明）
- 2007年札幌大会（ 日本）
  - 個人ノーマルヒル 45位
  - 個人ラージヒル 21位
  - 団体ラージヒル 3位（栃本翔平、岡部孝信、伊東大貴、葛西紀明）
- 2009年リベレツ大会（ チェコ）
  - 個人ノーマルヒル 14位
  - 個人ラージヒル 45位
  - 団体ラージヒル 3位（栃本翔平、岡部孝信、伊東大貴、葛西紀明）

### フライング世界選手権
- 1994年プラニツァ大会( スロベニア)
  - 個人 11位
- 2000年ヴィケルスン大会( ノルウェー)
  - 個人 17位

### ワールドカップ
- スキージャンプ・ワールドカップ通算5勝（2位9回、3位9回）
- 初出場 1989年12月16日  日本・札幌大会ノーマルヒル - 41位
- 初表彰台 1993年3月11日  ノルウェー・リレハンメル大会ラージヒル - 2位

| 個人総合成績（総合:W杯シーズン個人総合、4H:スキージャンプ週間総合） | 個人総合成績（総合:W杯シーズン個人総合、4H:スキージャンプ週間総合） | 個人総合成績（総合:W杯シーズン個人総合、4H:スキージャンプ週間総合） | 個人総合成績（総合:W杯シーズン個人総合、4H:スキージャンプ週間総合） | 個人総合成績（総合:W杯シーズン個人総合、4H:スキージャンプ週間総合） | 個人総合成績（総合:W杯シーズン個人総合、4H:スキージャンプ週間総合） |
| シーズン                                                            | 総合                                                                | 4H                                                                  | 優勝                                                                | 準優勝                                                              | 3位                                                                 |
| ------------------------------------------------------------------- | ------------------------------------------------------------------- | ------------------------------------------------------------------- | ------------------------------------------------------------------- | ------------------------------------------------------------------- | ------------------------------------------------------------------- |
| 1992/93                                                             | 24位                                                                | ---                                                                 | 0回                                                                 | 1回                                                                 | 0回                                                                 |
| 1993/94                                                             | 7位                                                                 | ---                                                                 | 0回                                                                 | 2回                                                                 | 1回                                                                 |
| 1994/95                                                             | 5位                                                                 | 19位                                                                | 0回                                                                 | 6回                                                                 | 1回                                                                 |
| 1995/96                                                             | 39位                                                                | ---                                                                 | 0回                                                                 | 0回                                                                 | 0回                                                                 |
| 1996/97                                                             | 4位                                                                 | 4位                                                                 | 3回                                                                 | 0回                                                                 | 5回                                                                 |
| 1997/98                                                             | 16位                                                                | 33位                                                                | 1回                                                                 | 0回                                                                 | 0回                                                                 |
| 1998/99                                                             | 38位                                                                | 30位                                                                | 0回                                                                 | 0回                                                                 | 0回                                                                 |
| 1999/00                                                             | 33位                                                                | ---                                                                 | 0回                                                                 | 0回                                                                 | 0回                                                                 |
| 2000/01                                                             | 49位                                                                | 72位                                                                | 0回                                                                 | 0回                                                                 | 0回                                                                 |
| 2001/02                                                             | 59位                                                                | ---                                                                 | 0回                                                                 | 0回                                                                 | 0回                                                                 |
| 2004/05                                                             | 49位                                                                | ---                                                                 | 0回                                                                 | 0回                                                                 | 0回                                                                 |
| 2005/06                                                             | 12位                                                                | 6位                                                                 | 0回                                                                 | 0回                                                                 | 2回                                                                 |
| 2006/07                                                             | 52位                                                                | 50位                                                                | 0回                                                                 | 0回                                                                 | 0回                                                                 |
| 2007/08                                                             | 63位                                                                | ---                                                                 | 0回                                                                 | 0回                                                                 | 0回                                                                 |
| 2008/09                                                             | 28位                                                                | ---                                                                 | 1回                                                                 | 0回                                                                 | 0回                                                                 |
| 2009/10                                                             | 82位                                                                | ---                                                                 | 0回                                                                 | 0回                                                                 | 0回                                                                 |
| 合計                                                                | ---                                                                 | ---                                                                 | 5回                                                                 | 9回                                                                 | 9回                                                                 |

| ワールドカップ優勝大会（NH:ノーマルヒル、LH:ラージヒル、FH:フライングヒル） | ワールドカップ優勝大会（NH:ノーマルヒル、LH:ラージヒル、FH:フライングヒル） | ワールドカップ優勝大会（NH:ノーマルヒル、LH:ラージヒル、FH:フライングヒル） | ワールドカップ優勝大会（NH:ノーマルヒル、LH:ラージヒル、FH:フライングヒル） | ワールドカップ優勝大会（NH:ノーマルヒル、LH:ラージヒル、FH:フライングヒル） | ワールドカップ優勝大会（NH:ノーマルヒル、LH:ラージヒル、FH:フライングヒル） |
| 回数                                                                        | シーズン                                                                    | 月日                                                                        | 開催地                                                                      | 種目                                                                        | 備考                                                                        |
| --------------------------------------------------------------------------- | --------------------------------------------------------------------------- | --------------------------------------------------------------------------- | --------------------------------------------------------------------------- | --------------------------------------------------------------------------- | --------------------------------------------------------------------------- |
| 1                                                                           | 1996/97                                                                     | 1996年12月7日                                                               | クーサモ                                                                    | LH                                                                          |                                                                             |
| 2                                                                           | 1996/97                                                                     | 1997年2月8日                                                                | バート・ミッテルンドルフ                                                    | FH                                                                          |                                                                             |
| 3                                                                           | 1996/97                                                                     | 1997年3月22日                                                               | プラニツァ                                                                  | FH                                                                          |                                                                             |
| 4                                                                           | 1997/98                                                                     | 1998年3月1日                                                                | ヴィケルスン                                                                | FH                                                                          |                                                                             |
| 5                                                                           | 2008/09                                                                     | 2009年3月10日                                                               | クオピオ                                                                    | LH                                                                          | 最年長優勝（当時）                                                          |

## レギュレーションとの戦い
学生時代に無名だった岡部が飛躍する一因として、1994年夏に導入された「57%ルール」への驚異的な適応が挙げられる。 
57%ルールとは、スキー板と足を固定するビンディングの位置をスキー先端から57%以内の位置に取り付けなければならないというルールであった。
空中での浮力のカギとなるのはスキー板のビンディングより前の部分であるため、このルールが施行される以前は58%から60%の位置にビンディングを付ける選手が多く、スキー板の浮力を受ける部分を短くされたことで苦戦する選手が続出した。
岡部は57%ルールに対応するためのテクニック変更に、いち早く取り組んだ。深く腰を落とした助走路姿勢や、カンテ（踏切台）を踏みつけるようなテイクオフなどの工夫を重ね、94年夏のサマーグランプリでは全戦優勝という圧倒的な強さで総合優勝を手にしている。（なお、前シーズン日本のエースであった葛西紀明は、このルールの影響で深刻なスランプに陥っている）。
その一方で、岡部は、1998年の長野オリンピック直後に施行された「146%ルール」によって、最も不利な影響を受けた一人である。
146%ルールとは、スキー板の長さを最大で身長の146%までとするというルールであり、このルールでは身長の高さに比例してスキー板が長くなる。長いスキーは滑走面増加による助走速度向上や、空中での浮力増などの恩恵が得られるため、結果として身長の高い人ほど有利になった。逆に、低身長の選手が多い日本チームなどは、助走速度や空中浮力が減少するため、以前より不利な条件で戦うことになった。
岡部は身長165cmと、ジャンプ選手としてはきわめて小柄であるため、このルール適用によりスキーを4cm程度短くされた。施行直後の夏の国内大会こそ上位に入り、同年のサマーグランプリ代表に選出されたが、98サマーグランプリの第2戦プレダッツォ大会の9位を最後に、成績は下降線をたどった。以後も苦しい戦いが続き、海外遠征からは遠のいた。成績が出なかったこの時期について、2006年のインタビューでは「自分でいろいろ考えて、崩れていったと思う。」と岡部は語っている。
146%ルール施行後は短いスキー板に対応するため、岡部は技術の変更を取り組んだ。1998-1999シーズンは「V字ジャンプの幅を少し広くすること」。1999年の夏からは、空中でスキーからの浮力が減り、スキーが身体から離れていってしまうことへの対策として、「テイクオフの方向を上向きに修正、以前より高い飛行曲線を描き、落下の力でスキーと身体に一体感を持たせること」などに取り組んでいた。この成果もあってか、2000年のスキー板の形状の規格変更（いわゆる「四角いスキー」の登場）による浮力増にも後押しされ、徐々に復調の気配を見せはじめた。
2001年ラハティ世界選手権に代表復帰。翌2001-2002シーズンは国内で強さを見せた。しかし2002年ソルトレークシティオリンピックの代表からは外れている。その後もなかなか海外遠征メンバーには選ばれなかったが、2004-2005シーズンにスキージャンプ・コンチネンタルカップで連続2位に入り、自力でワールドカップの舞台に復帰した。この年の世界選手権オーベルストドルフ大会の代表にも選出されている。
2005-2006シーズンは、2005サマーグランプリ終了後に取り組んだジャンプスタイルの変更で復活を遂げ、再び日本のエースの座に返り咲いた。この35歳岡部の復活は特にジャンプの本場ヨーロッパで大きく紹介され、奇跡的であり、また脅威的であるといわれた。オーストリアの雑誌で岡部の特集が組まれたほどである。シーズンジャンプ週間総合6位、札幌ワールドカップでは8季ぶりに表彰台に上った。このときの35歳3か月と27日での表彰台は、当時のワールドカップ史上最年長記録となり、後に上記の2009年の優勝によって自ら記録を更新した。
2007年2月の世界選手権札幌大会では、ラージヒル団体で銅メダルを獲得し、当時の史上最年長世界選手権メダリストともなった。2年後の2009年2月の世界選手権リベレツ大会では、ラージヒル団体で2大会連続となる銅メダルを獲得し、自身の持つ最年長世界選手権メダリストの記録を更新した。このときの岡部のジャンプは、2本ともグループトップであった。